# Lajl Tejlor
Lajl Džejms Alfred Tejlor (rođen 29. marta 1990) je profesionalni fudbaler koji igra kao napadač za Notingem Forest i reprezentaciju Montserata. Pre nego što se pridružio FK Notingem Forest, igrao je za AFK Vimbldon i postao rekorder Donsove fudbalske lige sa 44 gola, i najbolji strelac tokom njihove fudbalske lige sa 55 golova u svim takmičenjima.
Rođen u Griniču, Tejlor je započeo profesionalnu karijeru u FK Milvol, a zatim je karijeru nastavio uigrajući za FK Konkord Rendžers, FK Bornmut, Falkirk, FK Šefild junajted i FK Skantorp junajted. Takođe je izvesno vreme bio na pozajmicama u FK Istborn Boro, Krojdon Atletik, FK Luis, Hirford junajted, Voking i dva puta u FK Partrik tisl.

## Biografija
Lajl Džejms Alfred Tejlor je rođen 29. marta 1990. godine u Griniču, u Ujedinjenom Kraljevstvu. Pored profesionalnog fudbala, bavio se modelingom i TV reklamiranjem, snimajući nekoliko reklama za Ligu šampiona.
Oktobra 2018. godine, Lajl je obojio svoju kosu u roze boju i nosio roze čizme u znak podrške kampanju za proučavanje i borbu protiv raka (енгл. Cancer Research UK).
Lajlov rođeni brat Džoji takođe igra za Montserat.
U jednom intervjuu Lajl je kritikovao kampanju „Black Lives Matter” opisavši je kao „marksističku grupu“ koja „koristi rasne nemire da bi progurala vlastiti politički program“.